# Parafia Podwyższenia Krzyża Świętego w Lidzie
Parafia Podwyższenia Krzyża Świętego w Lidzie – rzymskokatolicka parafia znajdująca się w Lidzie, w diecezji grodzieńskiej, w dekanacie lidzkim, na Białorusi.
Do parafii należy kaplica na cmentarzu.

## Historia
17 lipca 1387 król Polski Władysław II Jagiełło wydał przywilej na założenie w Lidzie kościoła parafialnego. Początkowo parafie prowadzili franciszkanie. Pierwszy kościół spłonął w 1392. Kolejną świątynię konsekrował 3 czerwca 1397 biskup wileński Andrzej Jastrzębiec. 1406 kościół został ponownie spalony i w 1414 odbudowany. Również trzecia świątynia została zniszczona w wyniku działań wojennych i ponownie odbudowana. W 1466 franciszkanie opuścili Lidę.
W latach 1765–1770 wzniesiono pierwszy murowany kościół, istniejący do dziś. Konsekrował go w 1928 arcybiskup wileński Romuald Jałbrzykowski. Przed II wojną światową parafia liczyła 14 000 wiernych i była jedną z dwóch parafii w mieście. Należała wtedy do dekanatu lidzkiego archidiecezji wileńskiej i oprócz kościoła posiadała cztery kaplice. W czasach komunizmu parafia funkcjonowała.